# Botanophila koreacola
Botanophila koreacola este o specie de muște din genul Botanophila, familia Anthomyiidae, descrisă de Suh și Kae Kyoung Kwon în anul 1983.
Este endemică în South Korea. Conform Catalogue of Life specia Botanophila koreacola nu are subspecii cunoscute.